# Saint-Clément-les-Places
Saint-Clément-les-Places é uma comuna francesa na região administrativa de Auvérnia-Ródano-Alpes, no departamento de Ródano. Estende-se por uma área de 12,42 km². Em 2010 a comuna tinha 664 habitantes (densidade: 53,5 hab./km²).